# Artur Smoljaninow
Artur Smoljaninow, ros. Артур Сергеевич Смольянинов, Artur Siergiejewicz Smoljaninow (ur. 27 października 1983 w Moskwie) – rosyjski aktor. W 2004 roku ukończył RATI – Rosyjską Akademię Kształcenia Teatralnego. Znany na świecie przede wszystkim z głównej roli w ‘kultowym’ filmie „9 Kompania”. 
Pod koniec kwietnia 2022 roku, w dłuższej rozmowie na kanale Youtube ‘Opowiedz Gordejewej’, jednoznacznie opowiedział się przeciw rosyjskiej agresji na Ukrainę. Rozmowa ta, do 29 maja 2025 rok, zebrała prawie 9,3 mln wyświetleń. Według telegramowego kanału ‘Mash’, z art. 20.3.3 Kodeksu Administracyjnego Federacji Rosyjskiej, wszczęto przeciw niemu postępowanie w sprawie o „dyskredytowanie Sił Zbrojnych RF”. Na tydzień wcześniej, Artur Smoljaninow uciekł z Rosji do Norwegii. O swojej decyzji i sytuacji w kontekście wojny opowiedział w wywiadzie udzielonym 13.10.2022 r. niezależnej rosyjskojęzycznej stacji ‘Meduza’.

## Filmografia
- 2011: Iwan Carewicz i Szary Wilk jako Szary Wilk (głos)
- 2008: Nirvana jako Walera Miortwyj
- 2007: Rok 1612 (1612) jako Kostka
- 2006: Fartovyj
- 2006: Poslednij zaboj
- 2006: Żara jako Artur
- 2006: 9 miesiacew jako Tolik
- 2005:Ubojnaja siła, sezon 6 jako Panin
- 2005: 9 kompania (9-ja rota) jako Lutyj
- 2004: Ojciec jako Lonczik
- 2004: Mars jako Grigorij
- 2003: Tajny znak 2 jako Wano
- 2003: Syszczik biez licenzii jako laborant
- 2002: Garnitur jako Gieka
- 2002: Zakon jako Andriej
- 2001: Tajny znak jako Wano
- 2000: Triumf jako Knysz
- 1998: Kto, jesli nie my jako Tolasik